# Bob Brown (baloncestista)
Robert Edward "Bob" Brown (Versailles, Ohio; 12 de noviembre de 1923-Missouri City, Texas; 28 de julio de 2016) fue un jugador de baloncesto estadounidense que disputó dos temporadas entre la BAA y la NBA y otra más en la NPBL. Con 1,93 metros de estatura, jugaba en la posición de alero.

## Trayectoria deportiva

### Universidad
Jugó durante tres temporadas con los RedHawks de la Universidad de Miami (Ohio), siendo en 1948 el máximo anotador de la Mid-American Conference, promediando 19,9 puntos por partido, acabando también líder en porcentaje de tiros de campo, con un 42,7%.

### Profesional
Comenzó su andadura profesional en los Providence Steamrollers de la BAA, donde jugó 20 partidos en los que promedió 5,4 puntos. Al año siguiente la liga se transformó en la NBA, fichando por los Denver Nuggets, donde completó la temporada con unos promedios de 11,7 puntos y 1,6 asistencias por partido, siendo el tercer mejor anotador del equipo, por detrás de Kenny Sailors y Dillard Crocker.
Tras la desaparición de los Nuggets, en 1950 fichó por los Denver Refiners de la NPBL, jugando una temporada en la que promedió 9,1 puntos por partido.

## Estadísticas de su carrera en la BAA y la NBA

### Temporada regular
| Temporada | Edad | Equipo                  | Liga  | P  | TIT | MIN | TC  | TCA  | %TC  | 3P | 3PA | %3P | TL  | TLA | %TL  | R.OF. | R.DEF. | REB | ASIS | ROB | TAP | PER | FP  | PTS  |
| 1948-49   | 25   | Providence Steamrollers | BAA   | 20 |     |     | 1.9 | 5.6  | .333 |    |     |     | 1.7 | 2.4 | .723 |       |        |     | 0.7  |     |     |     | 3.4 | 5.4  |
| 1949-50   | 26   | Denver Nuggets          | NBA   | 62 |     |     | 4.5 | 12.3 | .361 |    |     |     | 2.8 | 4.1 | .683 |       |        |     | 1.6  |     |     |     | 4.3 | 11.7 |
| Total     |      |                         | TOTAL | 82 |     |     | 3.8 | 10.7 | .358 |    |     |     | 2.5 | 3.6 | .689 |       |        |     | 1.4  |     |     |     | 4.1 | 10.1 |
|           |      |                         | NBA   | 62 |     |     | 4.5 | 12.3 | .361 |    |     |     | 2.8 | 4.1 | .683 |       |        |     | 1.6  |     |     |     | 4.3 | 11.7 |
|           |      |                         | BAA   | 20 |     |     | 1.9 | 5.6  | .333 |    |     |     | 1.7 | 2.4 | .723 |       |        |     | 0.7  |     |     |     | 3.4 | 5.4  |